# Neue Synagoge (Breslau)

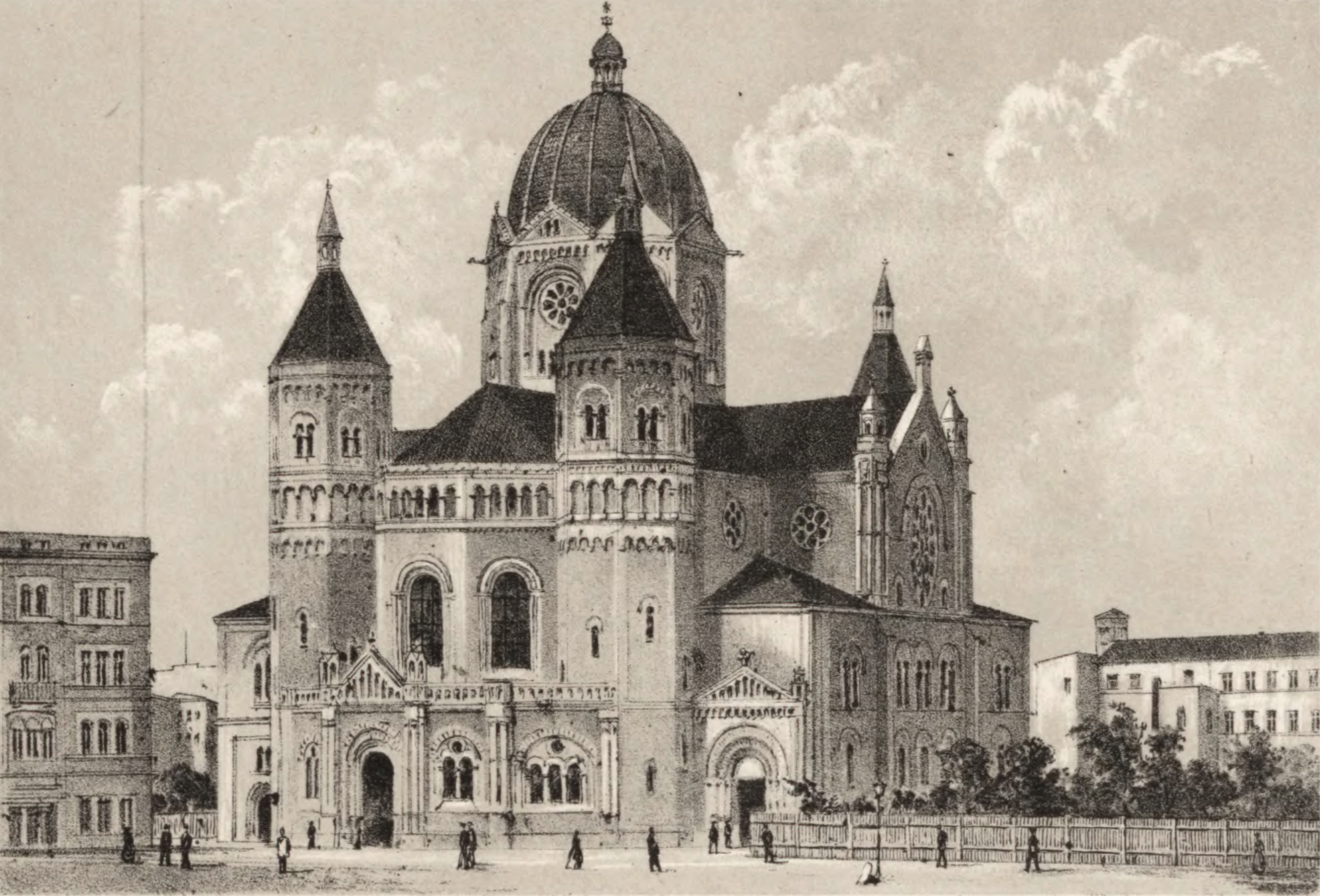
Neue Synagoge in Breslau

Die Neue Synagoge, auch die Liberale oder „Hauptsynagoge“ genannt, war die Synagoge der liberalen jüdischen Gemeinde Breslaus. Sie stand am Anger Nr. 8 in Breslau. Sie wurde wie die Hannover Synagoge und die Königsberger Synagoge im Stil des Eklektizismus und Historismus nach Vorbildern des Wormser und Aachener Doms gestaltet. Der Bau folgte den Entwürfen von Edwin Oppler. Die Synagoge wurde 1872 eröffnet und während der Novemberpogrome 1938 zerstört.

## Beschreibung
Das Gebäude wurde für 2000 Gottesdienstbesucher konzipiert. Den überkuppelten Zentralbau schmückten vier polygonale, niedrige Ecktürme. Über dem Hauptportal war eine Rosette zu sehen. Im Gegensatz zu den anderen Synagogen genoss die Breslauer Synagoge den Vorteil, auf einem frei zugänglichen Grundstück stehen und von allen Seiten betrachtet werden zu können.
Der Sakralbau wurde von Edwin Oppler, einem Architekten aus Oels, in den Jahren 1865 bis 1872 entworfen. Am 29. September 1872, zu Rosch ha-Schana, erfolgte die Einweihung durch Gedalja Tiktin, einen orthodoxen Rabbiner, und durch Manuel Joel, einen liberalen Rabbiner. Sie war nach der Neuen Synagoge Berlins die zweitgrößte des Landes. Die Synagoge wurde beim Novemberpogrom 1938 zerstört, wobei lediglich die schmiedeeiserne Umzäunung des Synagogengeländes erhalten blieb. Auf dem Synagogengelände befindet sich heute ein Gedenkstein, auf dem auf Hebräisch, Polnisch und Deutsch zu lesen ist:

„Sie legten an dein Heiligtum Feuer, entweihten die Wohnung deines Namens bis auf den Grund. (Ps 74,7 )“

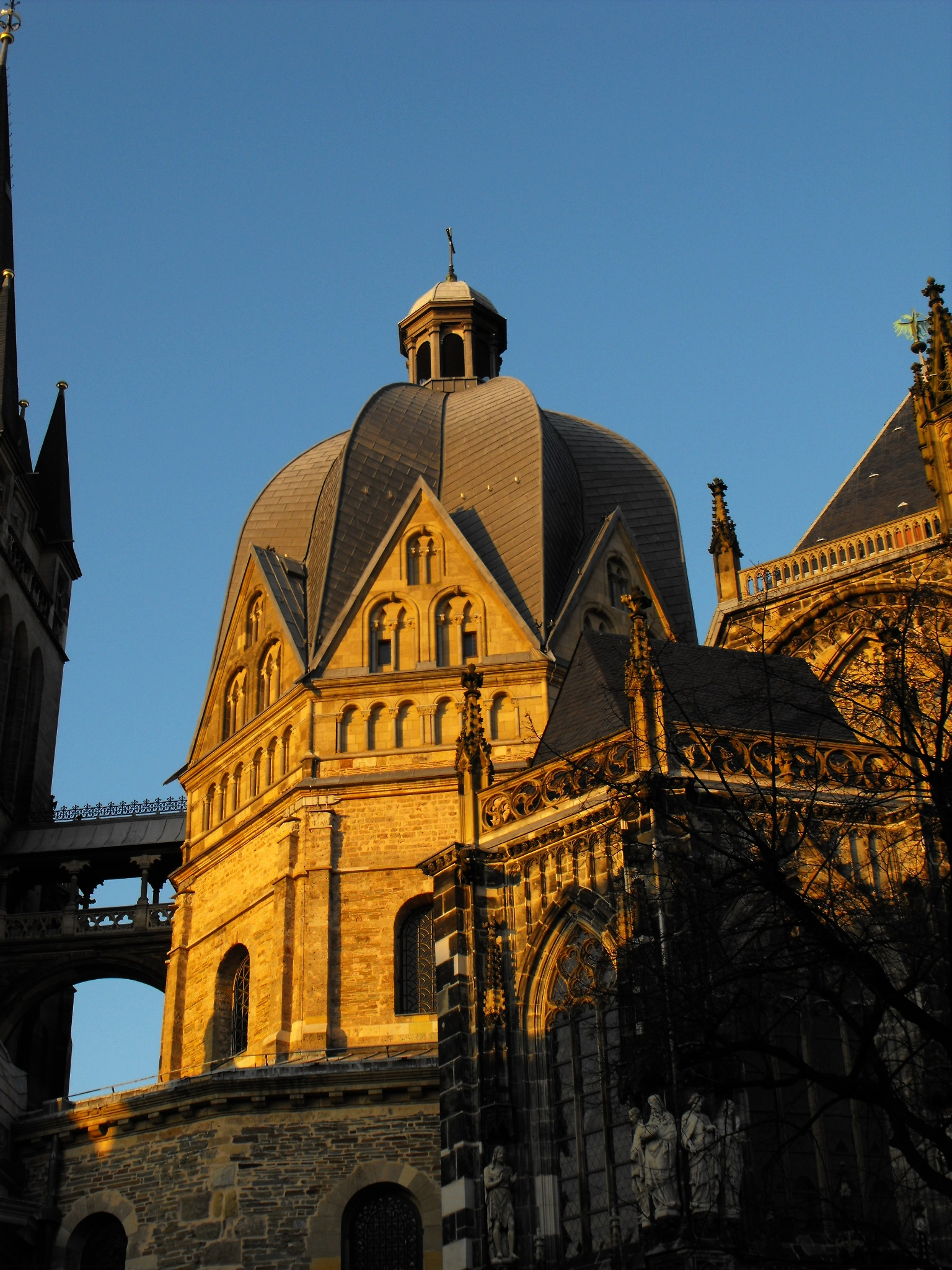
Die Kuppel der Breslauer Synagoge orientierte sich an der Pfalzkapelle von Karl d. Großen
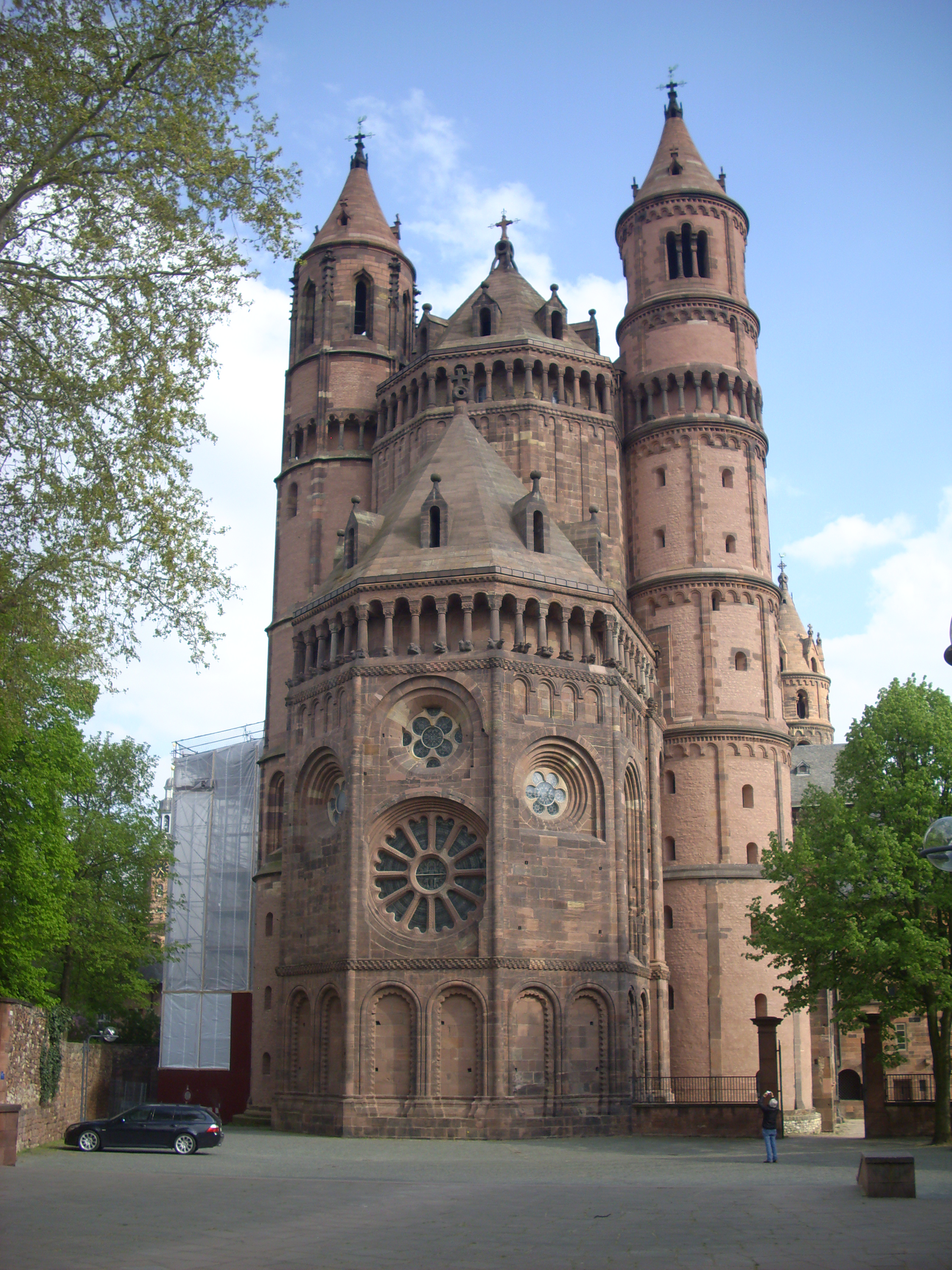
Die Fassade folgte der Fassade des Wormser Doms
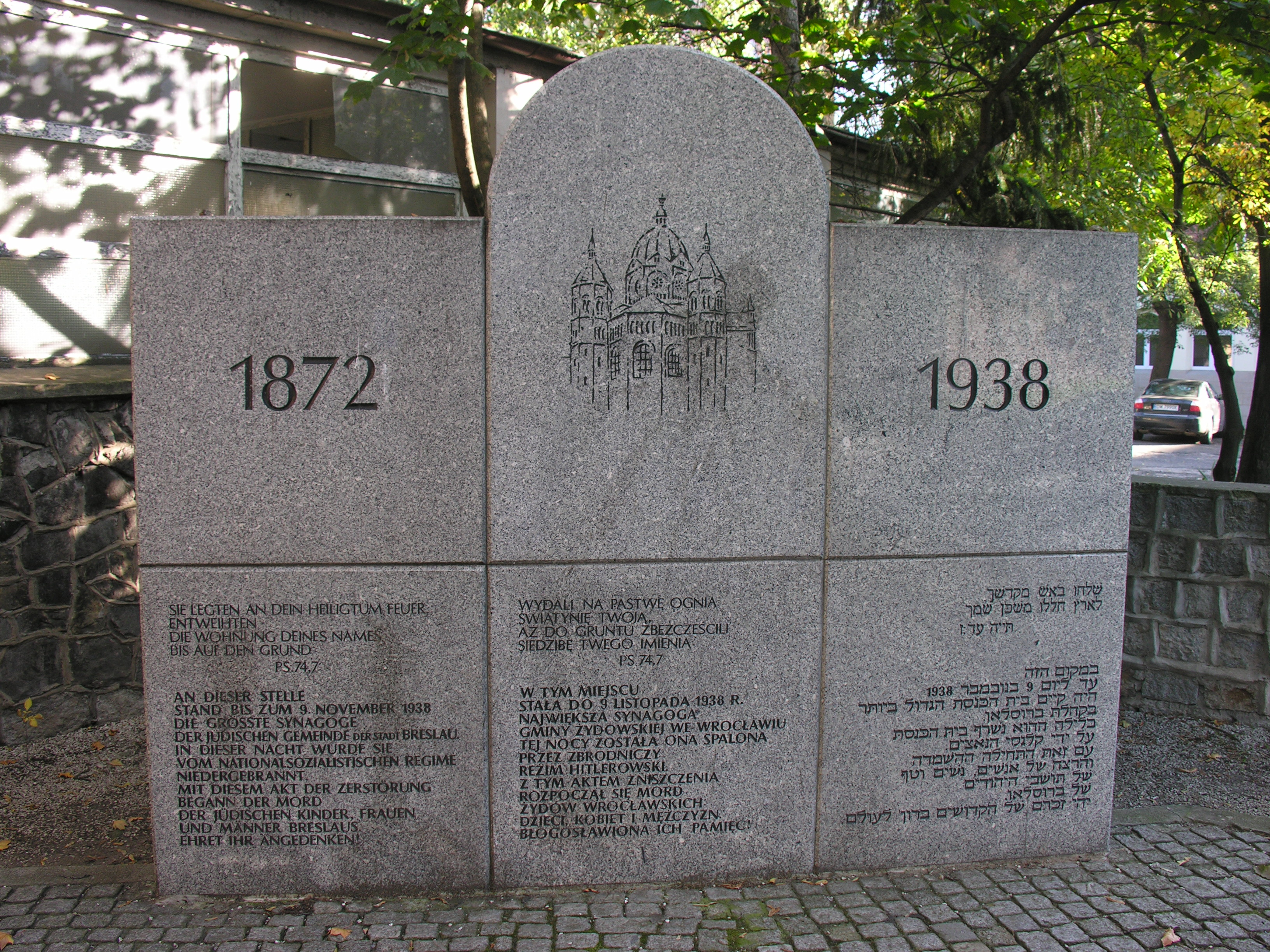
Dreisprachige Gedenktafel am Ort der Neuen Synagoge in Breslau
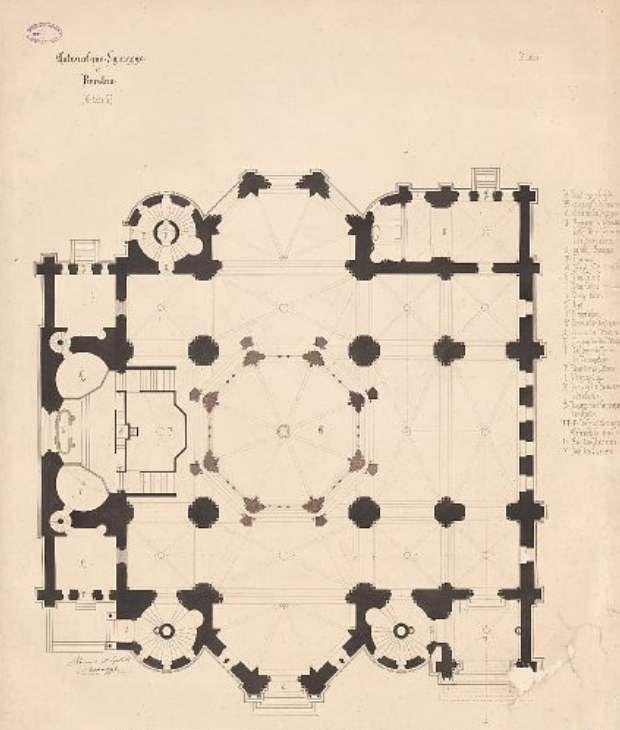
Grundriss der Synagoge
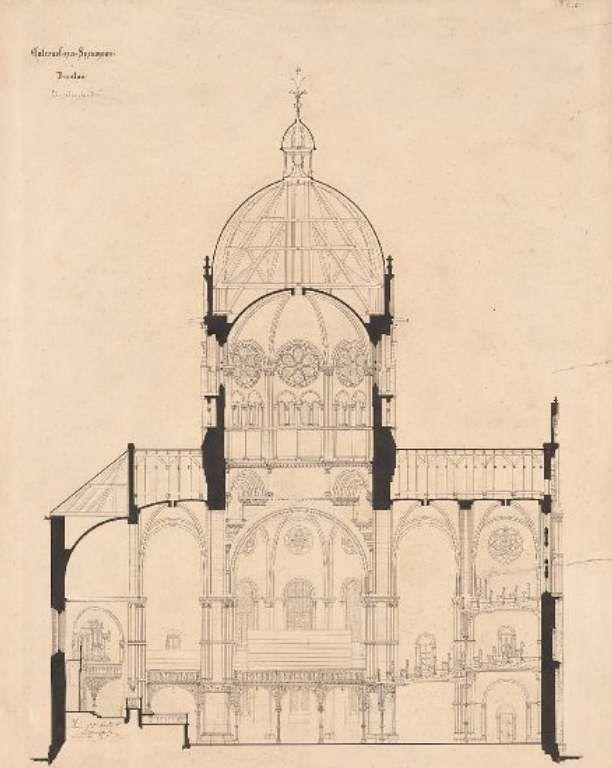
Bauplan der Neuen Synagoge
Die Neue Synagoge 1914